# Um Passo à Frente: Episódio 1
Um Passo à Frente: Episódio 1 é o primeiro álbum de estúdio do grupo brasileiro de hip hop Motirô. Foi lançado em 2005 pela gravadora Humbatuque Discos em parceria com a EMI. Conta com a reunião dos cantores Lino Krizz, Tio Fresh, Mara Nascimento, De la Souza, Ellas Tríade, Cabal, Rogério Flausino e Wilson Sideral. 
O disco traz reggaeton, R&B, jazz rap misturados ao hip hop tradicional, além da mistura com outras culturas como música indiana, árabe, brasileira e latina. 
Destaques para a canção "Senhorita", gravada por Cabal, DJ Hum e Lino Crizz, além de "Ela É Sexy", "Vem Curtir o Som" e "Vem pra Espaçonave".

## Faixas
| N.º            | Título                                                                       | Duração |  |
| 1.             | "Motirô (O Tema)" (Lino Krizz/DJ Hum)                                        | 4:30    |  |
| 2.             | "Chegou o Verão (Reggaeton beat)" (Lino Krizz/DJ Hum/Tio Fresh)              | 3:52    |  |
| 3.             | "Isto É Normal (Não Me Leve a Mal)" (Lino Krizz/DJ Hum)                      | 3:34    |  |
| 4.             | "Vamos Nessa (Mira)" (DJ Hum/Lino Krizz/De la Souza/Mara Nascimento)         | 3:50    |  |
| 5.             | "Ela É Sexy" (Lino Krizz/DJ Hum/Tio Fresh/De la Souza)                       | 4:27    |  |
| 6.             | "Estilo de Vida" (Lino Krizz/DJ Hum/Tio Fresh/James)                         | 4:12    |  |
| 7.             | "Vem pra Espaçonave" (Lino Krizz/DJ Hum/Tio Fresh)                           | 4:11    |  |
| 8.             | "Um Passo à Frente" (Lino Krizz/DJ Hum/Tio Fresh/De la Souza)                | 4:08    |  |
| 9.             | "Música no Ar" (DJ Hum/Lino Krizz/Tio Fresh/Mara Nascimento)                 | 4:04    |  |
| 10.            | "Vem Curtir o Som" (DJ Hum/Lino Krizz/Ieda Hills)                            | 4:15    |  |
| 11.            | "Senhorita" (Cabal/DJ Hum/Lino Krizz)                                        | 4:15    |  |
| 12.            | "Malandragem, Se Segure" (DJ Hum/Lino Krizz/Rogério Flausino/Wilson Sideral) | 4:36    |  |
| 13.            | "Este Sonho não É Só Meu" (DJ Hum/Lino Krizz)                                | 3:33    |  |
| 14.            | "Senhorita" (faixa multimídia)                                               | -       |  |
| Duração total: | Duração total:                                                               | 51:27   |  |